# Dalmaland
Dalmaland (prethodno Fun park Biograd) vodeni je i tematsko-zabavni park u Zadarskoj županiji blizu Biograda na Moru. Otvoren je 2017. i površinom od 7 ha predstavlja najveći tematsko-zabavni park u Hrvatskoj. Trenutno broji preko 40 atrakcija podijeljenih u tri tematske cjeline te dva parka – vodeni i zabavni; od toga tri vlaka smrti te preko 15 tobogana. Otvoren je od svibnja do listopada.

## Nagrade
- Nagrada Zlatni poni (2018. i 2019.)[5][6]
- Finalist godišnje Hrvatske turističke nagrade u kategoriji Rekreacija i zabava (2018.)[7]
- Nagrada „Simply the best” UHPA-e za najbolji novi projekt u turizmu za 2023.[8]